# Frölundaborg
Le Frölundaborg est une patinoire de Göteborg, en Suède. 
Elle accueille notamment l'équipe de hockey sur glace de Frölunda HC de la SHL. La patinoire a une capacité de 6 044 spectateurs.